# ミッチェル・ジェンキンズ
ミッチェル・ジェンキンズ（Mitchell Jenkins, 1896年1月24日 - 1977年9月15日）は、ペンシルヴェニア州選出のアメリカ合衆国下院議員。共和党所属。

## 生涯
ペンシルヴェニア州ルジーアン郡フォーティ・フォートにて出生。ペンシルヴェニア州キングストンの小学校とワイオミング神学校上級学校に通った。1923年6月にウェズリアン大学（コネティカット州ミドルタウン）を、また1919年6月にニューヨーク大学・ロー・スクール（ニューヨーク市）を卒業した。
ジェンキンズは1923年12月にニューヨーク州、1924年1月にペンシルヴェニア州にて弁護士登録し、ペンシルヴェニア州ウィルクスバリで業務を開始した。1938年から1946年までLuzerne郡の地方検事補を務めた。
1917年4月、アメリカ陸軍に兵卒として入隊し、1919年1月2日に中尉として退役。1926年1月にペンシルヴェニア州兵に兵卒として入隊し、中佐に昇進。1941年2月17日に連邦軍に入隊した。第二次世界大戦時には4年半従軍し、その間に大佐に昇進。1945年10月5日に退役。ペンシルヴェニア州兵の准将（退役）に昇進した。
ジェンキンズは共和党所属の第80議会議員となった（1947年1月3日 - 1949年1月3日）が、1948年に第81議会議員選挙では候補者指名を受けられなかった。1949年及び1950年に、再びルジーアン郡の地方検事補を務めた。その後、ウィルクス＝バリにて個人営業の弁護士業に戻り、同地で死去。81歳。ペンシルベニア州シェイヴァータウン　のエヴァーグリーン墓地 (Evergreen Cemetery) に葬られた。